# Stick
Stick é um personagem fictício que aparece nas histórias em quadrinhos publicadas pela Marvel Comics. Criado por Frank Miller, apareceu pela primeira vez em Daredevil #176 (Novembro de 1981). O misterioso Stick é um sensei cego, mestre de artes marciais e líder do clã ninja Chaste. Stick é conhecido por ter sido mentor de Matt Murdock e Elektra Natchios.

## Biografia ficcional do personagem
Stick é um misterioso sensei cego que treinou Matt Murdock.
Stick tornou sua missão de manter o Casto pura e limpa de qualquer infecção mal. Ele proibiu um de seus alunos proeminentes, Elektra Natchios, de permanecer em suas fileiras por causa de sua personalidade vingativa, apesar de seu progresso formidável.
Stick é muito castigante e arrogante com suas acusações. Ele encontrou Wolverine em seu estado selvagem e o trouxe de volta ao raciocínio, em parte por causa do espancamento continuou de seu pragmático aconselhamento.
Eventualmente, O Tentáculo procurou acabar com Stick e os guerreiros do Casto completamente. Stick frustrou uma tentativa de assassinato por quatro guerreiros do Casto; Ele então convocou os outros membros de sua ordem para Nova York. Com a ajuda de seu clã, Stick derrotou Kirigi, o ninja mais letal do Tentáculo na época. O tentáculo se reagrupou e atacou Stick e seu grupo de guerreiros que agora incluía Demolidor e sua ex-amante, Elektra. O Tentáculo tinha quase vencido o pequeno grupo de guerreiros, quando Stick e Shaft recorreram a uma técnica antiga que drenou a força vital de todo ninja presente. Infelizmente, a técnica resultou na explosão de Stick e seu camarada, como resultado do excesso de energia que tinham absorvido. Apesar de suas perdas e da fuga dos super-heróis, O Tentáculo considerou a destruição de seu inimigo e líder do clã rival uma vitória e voltou sua atenção para outros esquemas.
Anos mais tarde, o tentáculo novamente voltou sua atenção para o clã do Casto mais uma vez tentando destruí-los. Desta vez, procuraram evitar que os membros do Casto localizassem a criança recém-nascida que carregava a alma reencarnada de Stick. A mão severamente aleijou os soldados de Stick, reduzindo seu número a um punhado de guerreiros. Os poucos restantes viajaram para Nova York, buscando a ajuda do Demolidor, relutantemente, o Homem Sem Medo ajudou os discípulos de seu ex-mentor, retornando com eles para o Japão. Uma vez lá, o tentáculo atacou implacavelmente o Casto e o Demolidor. Lutando ao lado dele o clã consegue escapar e salvaguardar o espírito reencarnado de seu mestre.

## Em outras mídias

### Televisão
- Stick aparece no episódio "Acusado", de Homem-Aranha: A Série Animada, ele aparece em flashback quaando é lembrado por Matt, quando ele conta sobre o seu passado.

#### Universo Marvel Cinematográfico
- Scott Glenn interpreta Stick na série da Netflix, Marvel's Daredevil.[1] Assim como nos quadrinhos ele é um membro do Casto e mentor de Matt e Elektra.
- Glenn retorna como o personagem na série Os Defensores.[2] Stick se torna um importante aliado na guerra contra o Tentáculo.

### Filmes
- Stick é interpretado por Terence Stamp no filme Elektra (2005),[3]